# Teahupo'o
Teahupo'o (pronuncia polinesiana [te.ahupoʔo]) è un villaggio situato lungo la costa sud-occidentale di Tahiti, nella Polinesia francese. Bagnato dalle acque dell'oceano Pacifico, è noto come località per praticare surf.

## Evoluzione demografica
Abitanti censiti

## Sport

### Surf
"Pereure" è il nome in lingua tahitiana del punto, a largo dalla riva, in cui l'onda incontra la barriera corallina creando creste che possono raggiungere anche i sette metri di altezza. Dal 1999 è una tappa fissa del World Championship Tour della World Surf League: ogni anno vi viene disputato l'evento Pro Tahiti, il cui albo d'oro è comandato dal surfista statunitense Kelly Slater, vincitore di ben cinque edizioni.
Considerato come uno degli spot per il surf tra i più pericolosi del mondo, è stato inserito tra le cinque onde più mortali da Stab Magazine. La pericolosità è dovuta alla distanza ridotta tra la barriera corallina e la superficie dell'acqua, che in certi punti raggiunge appena i 51 centimetri, e che è anche la ragione dietro alla formazione delle onde. La forma stessa della barriera corallina, che si interrompe bruscamente a causa dell'erosione fluviale che ha creato un canale chiamato "Passe Havae", produce un effetto per il quale le gigantesche masse d'acqua si esauriscono nel giro di qualche centinaio di metri.
È stato anche il luogo in cui si sono tenute le competizioni di surf dei Giochi olimpici di Parigi del 2024. Con i suoi 15716 km di distanza da Parigi, è stato il luogo più lontano in assoluto in cui è stata disputata una gara olimpica rispetto alla città ospite dei giochi. Il precedente record di distanza dalla sede olimpica (15600 km) risaliva alle Olimpiadi di Melbourne del 1956, quando a causa delle leggi sulla quarantena degli animali australiane, le gare di equitazione furono disputate a Stoccolma.